# Tomé-Açu
Tomé-Açu est une ville de l'État brésilien du Pará, située à 200 km au sud de Belém.

## Histoire
La ville de Tomé-Açu a été fondée en 1929 comme colonie privée japonaise afin d'exploiter un espace de l'Amazonie. Au départ, 43 familles japonaises s'y sont installés et se sont rapidement adaptés au milieu local. Après une agriculture de subsistance (riz et haricots) et une tentative non fructueuse de plantation de cacaoyers, la communauté s'est spécialisé dans le commerce de courgettes et de tomates.
Les années 1930 ont vu la population de Tomé-Açu décupler provisoirement avec l'arrivée de 325 nouvelles familles japonaises ainsi que 128 célibataires. Mais en 1942, il ne subsistait qu'environ 100 familles car la colonie était au bord de la faillite. Les habitants se sont alors mis à cultiver du poivre à une époque où le principal producteur mondial, Singapour, ne pouvait plus fournir ses clients à cause des perturbations engendrées par la guerre sur les circuits d'approvisionnement. En 1960, Tomé-Açu fournissait à elle seule 5 % de la production mondiale de poivre. Mais une série de maladies et la baisse des cours mondiaux ont rapidement mis un terme à cet apogée.

## Économie
Pour l'évolution, se référer au paragraphe Histoire.
De nos jours, on compte 180 exploitations réunies au sein d'une coopérative afin d'exploiter une quarantaine de produits agricoles parmi lesquelles on peut citer le poivre (fierté traditionnelle de la ville), la papaye, la maracuja, l'hévéa, le cacao ou encore le chou (cultivé comme alimentation animale). Un prêt de la Banque d'Amazonie (BASA) a aussi permis de développer une unité de production spécialisée dans les nectars de fruits congelés destinés à la fabrication de jus et de sorbets.
- IDH : 0,676 (PNUD/2000)
- PIB : 169 226 321,00 réal brésilien (IBGE/2003)
- PIB/hab. : 3 410,31 réal brésilien (IBGE/2003)

## Maires
- Actuel (jusqu'en 2008) : Francisco Eudes Lopes Rodrigues

### Sources bibliographiques
- Martine Droulers, L'Amazonie, Nathan Université, collection Géographie d'aujourd'hui, 1995, p. 52.